# Brytyjskie okręty podwodne typu S
Okręty podwodne typu S – brytyjskie jednokadłubowe okręty podwodne z okresu II wojny światowej, skonstruowane do przeprowadzania operacji o niewielkim zasięgu. Wyposażone były w zewnętrzne zbiorniki balastowe, zaś zbiorniki paliwa umieszczone były wewnątrz okrętu. Jednostki zaczęły wchodzić do służby w Royal Navy w 1932 roku. Powstały trzy nieznacznie różniące się od siebie wersje produkcyjne. Łącznie zbudowano 62 okręty. 
Prace nad nowymi okrętami podwodnymi przystosowanymi do działania w rejonie Morza Północnego i Morza Śródziemnego rozpoczęły się na początku lat 30. XX wieku. Okręty miały zastąpić w służbie jednostki typu H. Dwa pierwsze okręty typu S należące do pierwszej grupy produkcyjnej zostały zamówione w 1929 roku. Dwie kolejne jednostki zamówiono w 1930 roku. Pierwszy okręt tej wersji wszedł do służby w listopadzie 1932 roku. Okręty tego typu służyły głównie w ramach Home Fleet. Podczas II wojny światowej zatonęło 9 okrętów tego typu. 10 okrętów zostało przekazanych Holandii, Związkowi Radzieckiemu, Francji, Portugalii oraz Izraelowi.

## Wersje
- Grupa pierwsza – zbudowano 4 okręty. Okręty zostały zbudowane w stoczni Chatham w latach 1930–1933.
- Grupa druga – w latach 1934–1937 zbudowano 8 okrętów. Powiększona wersja pierwszej serii produkcyjnej. II wojnę światową przetrwały tylko dwie jednostki tego typu.
- Grupa trzecia – w latach 1941–1945 zbudowano 50 okrętów. Dzięki powiększonym zbiornikom paliwa okręty dysponowały znacznie większym zasięgiem działania.